# Strömsfors bryggeri
Strömsfors bryggeri var ett svenskt bryggeriföretag. Det inledde sin verksamhet i Oskarström 1892 och bryggde enbart svagdricka.
Företaget startades av Jacob Hansson, som ledde verksamheten till 1932. I början av 1960-talet tog Rolf Thorstensson över som bryggmästare efter sin far Thorsten, som i sin tur hade tagit vid efter Jacob Hansson. Bryggeriet ägdes dock av familjen Hansson till 1998. Det såldes då till danska ägare, som storsatsade med modernisering av anläggningen med bland annat en ny PET-flaskelinje för mineralvatten. Satsningen gick om intet och i oktober 2001 gick företaget i konkurs med sex miljoner i skulder.
Efter konkursen drevs företaget under en tid av konkursförvaltaren innan det såldes efter anbudsgivning.  Bryggeriet övertogs i december 2001 av Krönleins, vars intresse för företaget mycket berodde på att man saknade en PET-flaskeanläggning på Krönleins anläggning i Halmstad. Man fortsatte också tillverkningen av juldrycken Gammeldags Svagdricka, till att börja med under det gamla varumärket Strömsfors, men senare under namnet Three Hearts Svagdricka.